# Pultenaea benthamii
Pultenaea benthamii är en ärtväxtart som beskrevs av Ferdinand von Mueller. Pultenaea benthamii ingår i släktet Pultenaea och familjen ärtväxter. Inga underarter finns listade i Catalogue of Life.